# Rostro (anatomia)
Em zoologia, chama-se rostro à parte frontal, geralmente aguçada, da carapaça de muitos artrópodes, incluindo grande numero de crustáceos e de insectos.
A forma, tamanho e denticulação do rostro são caracteres usados para a classificação de muitas espécies, principalmente de camarões e dos hemípteros.